# Юсуй
Юсуй (яп. 湧水町 Ю:суй-тё:) — посёлок в Японии, находящийся в уезде Аира префектуры Кагосима. Площадь посёлка составляет 144,33 км², население — 10 749 человек (1 августа 2014), плотность населения — 74,48 чел./км².

## Географическое положение
Посёлок расположен на острове Кюсю в префектуре Кагосима региона Кюсю. С ним граничат города Кирисима, Иса, Эбино и посёлок Сацума.

## Население
Население посёлка составляет 10 749 человек (1 августа 2014), а плотность — 74,48 чел./км². Изменение численности населения с 1980 по 2005 годы:
| 1980 | 13 982 чел. |  |
| 1985 | 13 792 чел. |  |
| 1990 | 13 851 чел. |  |
| 1995 | 13 537 чел. |  |
| 2000 | 13 237 чел. |  |
| 2005 | 12 566 чел. |  |

## Символика
Деревом посёлка считается Prunus × subhirtella, цветком — Iris ensata.